# Rosa Bordas
Pour les articles homonymes, voir Bordas.
Marie-Rosalie Martin, épouse Bordas, née le 26 février 1840 à Monteux (Vaucluse) où elle est morte le 30 mai 1901, est une chanteuse populaire à la fin du Second Empire, et en 1871 durant la Commune de Paris.

## Biographie
Rosa Bordas est née dans une famille de tradition montagnarde de Monteux où ses parents tiennent le café « rouge » de la ville. Selon Amédée Burion, son ami et impresario, elle déclare avoir appris à chanter sur les genoux de son grand-père en 1848. C'est dans ce café qu'elle débute dans la chanson avant de commencer à tourner dans plusieurs autres cafés-chantants dans le Midi. À 17 ans, elle épouse Étienne Bordas, le musicien qui a l'habitude de l'accompagner, depuis ses débuts, au violon, à l'accordéon ou à la guitare. C'est à cette époque qu'elle rencontre Frédéric Mistral, qu'elle admire et avec qui elle entretiendra une correspondance à la fin de sa vie. 
En 1869, elle monte à Paris et se fait connaître au Grand Concert parisien ainsi qu'au Théâtre du Châtelet sous le nom de « la Bordas ». Début 1870, à la déclaration de guerre, elle interprète La Marseillaise un drapeau tricolore à la main,. Dans ses chansons, elle aborde des sujets politiques et sociaux comme avec Plus de frontières !, La Canaille ou L'Âme de la Pologne. 
Lors de la Commune de Paris, elle chante, entre le 6 et 21 mai 1871, aux Tuileries pour rassembler des fonds pour les blessés de la Fédération de la Garde nationale,. Elle monte sur scène vêtue d'un Péplos blanc, enveloppée dans un grand drapeau rouge.
Après la Commune, elle tombe dans l'oubli et lors de son retour sur scène trois ans plus tard, elle est critiquée par la presse conservatrice. Elle se retire alors de la vie publique jusqu'à l'avènement de la Troisième République, connaissant alors trois à quatre ans de succès avant de prendre sa retraite.

Elle passe les dernières années de sa vie à Alger, dans l'anonymat complet. Elle est enterrée à Monteux.

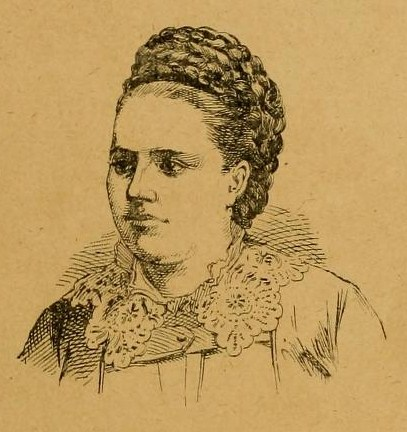
Rosa Bordas

## Hommage
À la demande de Rosa Bordas, Ernest Chebroux, alors président de la goguette de la Lice chansonnière, a tracé ces vers au bas d'un portrait de l'artiste drapée dans l'étendard français :

« À voir ce mâle visage

Et ces traits pleins de fierté,

On se dit : Est-ce l'image

De la jeune Liberté ?

Est-ce la Muse guerrière,

Tenant ferme le drapeau

Qui guidait à la frontière

Les phalanges de Marceau ?

Non, c'est Bordas, ardente femme,

Artiste qui sait, à la fois

Prendre des accents dans son âme,

Mettre son âme dans sa voix. »

- En 2011, une exposition sur sa vie est organisée à l'Office du tourisme de sa ville natale, Monteux[12].

- Une rue de Monteux porte son nom[13].
- La Mountelenco, de Frédéric Mistral (Armana prouvençau, p.60, 1873).
- La Mountelenco (Rosa Bordas), brochure de Marie Broussais, ADG Paris.
- Rosa Bordas, rouge du Midi, par François Chevaldonné (L'Harmattan, 2012).
- En 2022, la brasserie "La Canaille" crée une bière Rosalie Bordas (American Pale Ale)